# Championnat d'Uruguay de football 1981
Navigation
Saison précédente Saison suivante
La saison 1981 du Championnat d'Uruguay de football est la 79e édition du championnat de première division en Uruguay. Les quinze meilleurs clubs du pays sont regroupés au sein d'une poule unique, la Primera División, où ils s'affrontent deux fois au cours de la saison, à domicile et à l'extérieur. En fin de saison, le dernier du classement est relégué mais il n’y a pas de promotion depuis la deuxième division.
C'est le Club Atlético Peñarol qui est sacré champion d'Uruguay cette saison après avoir terminé en tête du classement final, avec trois points d’avance sur le Club Nacional de Football et neuf sur le Montevideo Wanderers. C'est le 35e titre de champion d'Uruguay de l’histoire du club.

## Qualifications continentales
Les deux premiers de la Liguilla pré-Libertadores obtiennent leur billet pour la prochaine Copa Libertadores.

## Les clubs participants
| - CA Peñarol - Defensor Sporting Club - Club Nacional de Football - Club Atlético Bella Vista - Huracán Buceo - Club Atlético Progreso - Liverpool FC - Promu de D2 - Club Sportivo Miramar Misiones | - Danubio FC - CA Cerro - Rampla Juniors - Promu de D2 - Centro Atlético Fénix - CA River Plate - Montevideo Wanderers - Institución Atlética Sud América |

## Compétition

### Classement
Le barème utilisé pour établir le classement est le suivant :
- Victoire : 2 points
- Match nul : 1 point
- Défaite : 0 point

| Rang | Équipe                           | Pts | J  | G  | N  | P  | Bp | Bc | Diff |
| ---- | -------------------------------- | --- | -- | -- | -- | -- | -- | -- | ---- |
| 1    | Club Atlético Peñarol            | 44  | 28 | 19 | 6  | 3  | 63 | 25 | +38  |
| 2    | Club Nacional de FootballT       | 41  | 28 | 17 | 7  | 4  | 61 | 35 | +26  |
| 3    | Montevideo Wanderers             | 35  | 28 | 11 | 13 | 4  | 37 | 27 | +10  |
| 4    | Club Atlético Bella Vista        | 32  | 28 | 10 | 12 | 6  | 39 | 30 | +9   |
| 5    | Club Atlético River Plate        | 31  | 28 | 9  | 13 | 6  | 38 | 34 | +4   |
| 6    | Defensor Sporting Club           | 30  | 28 | 11 | 8  | 9  | 41 | 37 | +4   |
| 7    | Club Sportivo Miramar Misiones   | 30  | 28 | 9  | 12 | 7  | 36 | 33 | +3   |
| 8    | Huracán Buceo                    | 28  | 28 | 7  | 14 | 7  | 32 | 33 | -1   |
| 9    | Club Atlético Cerro              | 25  | 28 | 7  | 11 | 10 | 37 | 38 | -1   |
| 10   | Rampla Juniors Fútbol ClubP      | 23  | 28 | 6  | 11 | 11 | 23 | 40 | -17  |
| 11   | Liverpool Fútbol ClubP           | 23  | 28 | 7  | 9  | 12 | 22 | 43 | -21  |
| 12   | Danubio Fútbol Club              | 21  | 28 | 6  | 9  | 13 | 38 | 39 | -1   |
| 13   | Club Atlético Progreso           | 21  | 28 | 5  | 11 | 12 | 31 | 51 | -20  |
| 14   | Institución Atlética Sud América | 20  | 28 | 5  | 10 | 13 | 28 | 39 | -11  |
| 15   | Centro Atlético Fénix            | 16  | 28 | 4  | 8  | 16 | 29 | 51 | -22  |

|  | Club champion d’Uruguay 1981 et qualifié pour la Liguilla pré-Libertadores |
|  | Qualification pour la Liguilla pré-Libertadores                            |
|  | Relégation directe en deuxième division                                    |
|  | T : Tenant du titre P : Promu de D2                                        |

### Liguilla pré-Libertadores
Les six premiers du classement s'affrontent une nouvelle fois pour déterminer les deux clubs qualifiés pour la Copa Libertadores 1982. Si le champion ne termine pas parmi les deux premiers, il obtient le droit d'affronter le second de la Liguilla pour connaître la deuxième formation qualifiée.
| Rang | Équipe                    | Pts | J | G | N | P | Bp | Bc | Diff |  | Résultats (▼ dom., ► ext.) | Def | Peñ | BVi | Nac | Wan | RPl |
| ---- | ------------------------- | --- | - | - | - | - | -- | -- | ---- |  | -------------------------- | --- | --- | --- | --- | --- | --- |
| 1    | Defensor Sporting Club    | 7   | 5 | 3 | 1 | 1 | 8  | 6  | +2   |  | Defensor Sporting Club     |     | 1-0 | 1-2 | 1-1 | 2-1 | 3-2 |
| 2    | Club Atlético PeñarolT    | 6   | 5 | 3 | 0 | 2 | 5  | 3  | +2   |  | Club Atlético PeñarolT     |     |     | 0-1 | 2-1 | 2-0 | 1-0 |
| 3    | Club Atlético Bella Vista | 6   | 5 | 3 | 0 | 2 | 4  | 3  | +1   |  | Club Atlético Bella Vista  |     |     |     | 0-1 | 1-0 | 0-1 |
| 4    | Club Nacional de Football | 5   | 5 | 2 | 1 | 2 | 6  | 6  | 0    |  | Club Nacional de Football  |     |     |     |     | 0-2 | 3-1 |
| 5    | Montevideo Wanderers      | 3   | 5 | 1 | 1 | 3 | 4  | 6  | -2   |  | Montevideo Wanderers       |     |     |     |     |     | 1-1 |
| 6    | CA River Plate            | 3   | 5 | 1 | 1 | 3 | 5  | 8  | -3   |  | CA River Plate             |     |     |     |     |     |     |

Barrage pour la deuxième place :
|  | Club Atlético Peñarol | 4 - 0 | Club Atlético Bella Vista |  |  |
|  |                       |       |                           |  |  |

## Bilan de la saison
| Championnat d'Uruguay de football 1981 |                                   |
| Champion                               | Club Atlético Peñarol (35e titre) |
| Qualifications continentales           |                                   |
| Copa Libertadores 1982                 | Defensor Sporting Club            |
| Copa Libertadores 1982                 | Club Atlético Peñarol             |
| Promotions et relégations              |                                   |
| Promus en Primera División             | Aucun                             |
| Relégués en Primera B                  | Centro Atlético Fénix             |